# Hey! Hey! Alright
「Hey! Hey! Alright」（ヘイ・ヘイ・オールライト）は、スチャダラパー+木村カエラのシングル。

## 概要
- スチャダラパーにとって初めてのオリコンチャートトップ10入りの作品となった。これまでの最高位は「今夜はブギー・バック (smooth rap)」（featuring小沢健二）で記録した21位であった（フィーチャリング・ゲストとしての参加は除く）。
- このタイトルは、ブラックマヨネーズ小杉竜一が大阪時代に多用していたギャグが由来で、一時期スチャダラパーの中で流行っていた。
- 2週間後に木村はシングル「どこ」をリリースしている。

## 収録曲
1. Hey! Hey! Alright/スチャダラパー+木村カエラ
  - 作詞：木村カエラ／作曲：スチャダラパー／作曲：小暮晋也

NHK教育テレビアニメ「メジャー」オープニング・テーマ
2. Good Old Future/スチャダラパー
  - 作詞・作曲：スチャダラパー

東京地下鉄「東京メトロ副都心線」CMソング
3. Hey! Hey! Alright〜Instrumental〜
4. Good Old Future〜Instrumental〜